# Pundin
Pundin es un caserío peruano ubicado en el distrito de Huancabamba, perteneciente a la provincia homónima del departamento de Piura, al norte del Perú. 

## Ubicación
Pundin se ubica al norte de la provincia de Huancabamba, en el distrito de Huancabamba, en el departamento de Piura.

## Demografía
En 2017 Pundin tenía una población de 409 habitantes.
| Gráfica de evolución demográfica de Pundin entre 1993 y 2017 |
|                                                              |
| Fuentes: Población 1993 y 2017                               |